# Miroslav Grčev
Miroslav Grčev (macedoni: Мирослав Грчев) (Skopje, 1955) és un arquitecte, dissenyador gràfic, dibuixant de còmics i caricaturista macedoni. És conegut per haver dissenyat l'actual bandera de Macedònia del Nord i una proposta popular per a un nou escut de Macedònia del Nord.

## Estudis
Grčev va començar a interessar-se pel disseny gràfic a mitjans dels anys setanta, quan va treballar en el disseny de discos LP. El 1979 es va graduar a la Facultat d'Arquitectura de la Universitat Sants Ciril i Metodi de Skopje. És professor d'urbanisme a la Facultat d'Arquitectura de Skopje.

## Política
Fou alcalde del municipi de Centar d'Skopje entre el 1996 i el 2000 per la Unió Socialdemòcrata de Macedònia. Fou força crític amb la política identitària d'"antiquització" (també anomenada de "macedonisme antic") i amb el pla urbanístic associat 2Skopje 2014", dut a terme pels governs posteriors al 2006. Grčev afirma obertament que l'estat macedoni es va crear artificialment dins de Iugoslàvia al final de la Segona Guerra Mundial i allà es van emancipar la nació macedònia, la cultura macedònia, la llengua macedònia i tots els símbols macedonis.
El 26 de desembre de 2014, va promocionar la seva col·lecció d'articles, publicats entre 2006 i 2014, sota el títol „Името на злото“ ("El nom del mal").